# モゼール・オープン
モゼール・オープン（Moselle Open）は毎年9月にフランス・メスで開催されるATPツアー250のテニストーナメントである。

## 大会歴代優勝者

### シングルス
| 年   | 優勝者                           | 準優勝者                         | スコア                  |
| ---- | -------------------------------- | -------------------------------- | ----------------------- |
| 2024 | バンジャマン・ボンジ             | キャメロン・ノリー               | 7-6(8-6), 6-4           |
| 2023 | ユーゴ・アンベール               | オレクサンドル・シェフチェンコ   | 6-3, 6-3                |
| 2022 | ロレンツォ・ソネゴ               | アレクサンダー・ブブリク         | 7-6(7-3), 6-2           |
| 2021 | フベルト・フルカチュ             | パブロ・カレーニョ・ブスタ       | 7-6(7-2), 6-3           |
| 2020 | 開催無し                         | 開催無し                         | 開催無し                |
| 2019 | ジョー＝ウィルフリード・ツォンガ | アルヤジ・ベデネ                 | 6-7(4-7), 7-6(7-4), 6-3 |
| 2018 | ジル・シモン                     | マティアス・バッキンガー         | 7-6(7-2), 6-1           |
| 2017 | ペーター・ゴヨフチク             | ブノワ・ペール                   | 7-5, 6-2                |
| 2016 | リュカ・プイユ                   | ドミニク・ティエム               | 7-6(7-5), 6-2           |
| 2015 | ジョー＝ウィルフリード・ツォンガ | ジル・シモン                     | 7-6(7-5), 1-6, 6-2      |
| 2014 | ダビド・ゴファン                 | ジョアン・ソウザ                 | 6-4, 6-3                |
| 2013 | ジル・シモン                     | ジョー＝ウィルフリード・ツォンガ | 6-4, 6-3                |
| 2012 | ジョー＝ウィルフリード・ツォンガ | アンドレアス・セッピ             | 6-1, 6-2                |
| 2011 | ジョー＝ウィルフリード・ツォンガ | イワン・リュビチッチ             | 6-3, 6-7(4-7), 6-3      |
| 2010 | ジル・シモン                     | ミーシャ・ズベレフ               | 6-3, 6-2                |
| 2009 | ガエル・モンフィス               | フィリップ・コールシュライバー   | 7-6(7-1), 3-6, 6-2      |
| 2008 | ドミトリー・トゥルスノフ         | ポール＝アンリ・マチュー         | 7-6(8-6), 1-6, 6-4      |
| 2007 | トミー・ロブレド                 | アンディ・マリー                 | 0-6, 6-2, 6-3           |
| 2006 | ノバク・ジョコビッチ             | ユルゲン・メルツァー             | 4-6, 6-3, 6-2           |
| 2005 | イワン・リュビチッチ             | ガエル・モンフィス               | 7-6(9-7), 6-0           |
| 2004 | ジェローム・エーネル             | リシャール・ガスケ               | 7-6(11-9), 6-4          |
| 2003 | アルノー・クレマン               | フェルナンド・ゴンサレス         | 6-3, 1-6, 6-3           |

### ダブルス
| 年   | 優勝者                                                | 準優勝者                                              | スコア                |
| ---- | ----------------------------------------------------- | ----------------------------------------------------- | --------------------- |
| 2019 | ロベルト・リンドステット ヤン＝レナルト・シュトルフ   | ニコラ・マユ エドゥアール・ロジェ＝バセラン           | 2-6, 7-6(7-1), [10-4] |
| 2018 | ニコラ・マユ エドゥアール・ロジェ＝バセラン           | ケン・スクプスキ ニール・スクプスキ                   | 6-1, 7-5              |
| 2017 | ジュリアン・ベネトー エドゥアール・ロジェ＝バセラン   | ウェスリー・クールホフ アルテム・シタク               | 7-5, 6-3              |
| 2016 | フリオ・ペラルタ オラシオ・セバジョス                 | マテ・パビッチ マイケル・ビーナス                     | 6-3, 7-6(7-4)         |
| 2015 | ルカシュ・クボット エドゥアール・ロジェ＝バセラン     | ピエール＝ユーグ・エルベール ニコラ・マユ             | 2-6, 6-3, [10-7]      |
| 2014 | マリウシュ・フィルステンベルク マルチン・マトコフスキ | マリン・ドラガニャ ヘンリ・コンティネン               | 6-7(3-7), 6-3, [10-8] |
| 2013 | ヨハン・ブルンストロム レイベン・クラーセン           | ニコラ・マユ ジョー＝ウィルフリード・ツォンガ         | 6-4, 7-6(7-5)         |
| 2012 | ニコラ・マユ エドゥアール・ロジェ＝バセラン           | ヨハン・ブルンストロム フレデリック・ニールセン       | 7-6(7-3), 6-4         |
| 2011 | ジェイミー・マレー アンドレ・サ                       | ルーカス・ドロウヒー マルセロ・メロ                   | 6-4, 7-6(9-7)         |
| 2010 | ダスティン・ブラウン ロヒール・ワッセン               | マルセロ・メロ ブルーノ・ソアレス                     | 6-3, 6-3              |
| 2009 | コリン・フレミング ケン・スクプスキ                   | アルノー・クレマン ミカエル・ロドラ                   | 2-6, 6-4, [10-5]      |
| 2008 | アルノー・クレマン ミカエル・ロドラ                   | マリウシュ・フィルステンベルク マルチン・マトコフスキ | 5-7, 6-3, [10-8]      |
| 2007 | アルノー・クレマン ミカエル・ロドラ                   | マリウシュ・フィルステンベルク マルチン・マトコフスキ | 6-1, 6-4              |
| 2006 | リシャール・ガスケ ファブリス・サントロ               | ユリアン・ノール ユルゲン・メルツァー                 | 3-6, 6-1, [11-9]      |
| 2005 | ミカエル・ロドラ ファブリス・サントロ                 | ホセ・アカスソ セバスチャン・プリエト                 | 6-2, 3-6, 6-4         |
| 2004 | アルノー・クレマン ニコラ・マユ                       | イワン・リュビチッチ ウロス・ヴィコ                   | 6-2, 7-6(10-8)        |
| 2003 | ジュリアン・ベネトー ニコラ・マユ                     | ミカエル・ロドラ ファブリス・サントロ                 | 7-6(7-2), 6-3         |